# Détective Conan : Apprenti Criminel
Détective Conan : Apprenti Criminel (名探偵コナン 犯人の犯沢さん, Meitantei Konan Hannin no Hanzawa-san) est une série de mangas écrite et illustrée par Mayuko Kanba. C'est un spin-off du manga Détective Conan de Gosho Aoyama qui met en vedette le personnage noir - "criminel" en silhouette qui apparaît dans la série principale pour représenter les coupables avant que leur identité soit révélée. Le manga est prépublié dans le magazine Shōnen Sunday S depuis mai 2017, puis publiés en volumes reliés par Shogakukan depuis décembre 2017. La version française est publiée aux éditions Kana depuis le 5 avril 2019.
Une adaptation de la série télévisée animée par TMS Entertainment, intitulée Détective Conan présente Apprenti Criminel, est diffusée du 4 octobre au 20 décembre 2022.

## Synopsis
Kris Minel, vient s'installer dans la ville de Beika afin de retrouver et tuer une personne qui lui a causé du tort. Mais entre l'utilisation de la carte de transport, la recherche d'un appartement, d'un job, les courses et les différentes procédures administratives, sa vie quotidienne et la préparation de son crime se révèleront un vrai défi. Dans cette grande ville réputée dangereuse où les bombes, les meurtres, la police et les détectives peuvent surgir à chaque coin de rue, surtout pour un apprenti criminel seulement habitué à la tranquillité de la campagne, va-t-il réussir son objectif ou finira-t-il parmi les nombreuses victimes ?

## Personnages
Kris Minel (犯沢さん)
Voix japonaise : Shouta Aoi, voix française : Hervé Grull
Pometarō (ポメ太郎)
Voix japonaise : Inori Minase, voix française : Anna Lauzeray Gishi
Conan Edogawa (江戸川 コナン, Edogawa Konan)
Voix japonaise : Minami Takayama, voix française : Ioanna Gkizas
Ran Mōri (毛利 蘭, Mōri Ran)
Voix japonaise : Wakana Yamazaki, voix française : Sophie Landresse
Kogorō Mōri (毛利 小五郎, Mōri Kogorō)
Voix japonaise : Rikiya Koyama, voix française : Patrick Waleffe
Ai Haibara (灰原 哀, Haibara Ai)
Voix japonaise : Megumi Hayashibara, voix française : Laëtitia Liénart
Saguru Hakuba (白馬 探, Hakuba Saguru)
Voix japonaise : Akira Ishida, voix française : Yoann Sover

## Média

### Manga
Détective Conan : Apprenti Criminel est écrit et illustré par Mayuko Kanba. Le manga a commencé dans le numéro de juillet 2017 du Shōnen Sunday S de Shogakukan, sorti le 25 mai 2017. Le 30e chapitre de la série a été publié le 25 novembre 2019, le 31e chapitre le 25 février 2020 et le 32e chapitre le 25 mai 2020. La série a repris sa publication le 25 décembre 2020,,. Shogakukan a compilé ses chapitres en tomes individuels, dont le premier tome est sorti le 18 décembre 2017. Au 18 octobre 2024, neuf volumes ont été publiés. 
La version française est publiée par Kana depuis avril 2019, et sept tomes sont sortis au 7 juillet 2023.

#### Liste des volumes
| no | Japonais          | Japonais          | Français          | Français          |
| no | Date de sortie    | ISBN              | Date de sortie    | ISBN              |
| -- | ----------------- | ----------------- | ----------------- | ----------------- |
| 1  | 18 décembre 2017  | 978-4-09-128027-5 | 5 avril 2019      | 978-2-5050-7623-0 |
| 2  | 11 avril 2018     | 978-4-09-128226-2 | 28 juin 2019      | 978-2-5050-7624-7 |
| 3  | 18 octobre 2018   | 978-4-09-128564-5 | 1er novembre 2019 | 978-2-5050-7945-3 |
| 4  | 10 avril 2019     | 978-4-09-129180-6 | 5 juin 2020       | 978-2-5050-8361-0 |
| 5  | 18 décembre 2019  | 978-4-09-129450-0 | 8 janvier 2021    | 978-2-5050-8477-8 |
| 6  | 18 octobre 2021   | 978-4-09-850727-6 | 17 juin 2022      | 978-2-5050-8893-6 |
| 7  | 15 septembre 2022 | 978-4-09-851256-0 | 7 juillet 2023    | 978-2-5051-2164-0 |
| 8  | 18 octobre 2023   | 978-4-09-852129-6 | 19 août 2024      | 978-2-5051-2655-3 |
| 9  | 18 octobre 2024   | 978-4-09-853655-9 | 22 août 2025      | 978-2-5051-3364-3 |

### Anime
Le 4 octobre 2021, il a été annoncé que le manga recevrait une adaptation animée,. En novembre 2021, lors de l'événement virtuel "Festival Japan" de Netflix, il a été révélé que ce dernier diffuserait la série. Il est produit par TMS Entertainment et réalisé par Akitaro Daichi, avec des conceptions de personnages gérées par Fu Chisaka et une musique composée par Jun Abe et Seiji Muto. La série est diffusée à partir du 4 octobre 2022 sur Tokyo MX, ytv et BS Nippon,. L'opening est interprété par Leon Niihama avec le titre "Tsukamaete, Konya.", et l'ending par Mai Kuraki avec "Secret, voice of my heart". Une version française de la série est disponible sur Netflix depuis le 1er février 2023.

#### Liste des épisodes
| No | Titre français                            | Titre japonais                 | Titre japonais                  | Date de 1re diffusion |
| No | Titre français                            | Kanji                          | Rōmaji                          | Date de 1re diffusion |
| -- | ----------------------------------------- | ------------------------------ | ------------------------------- | --------------------- |
| 1  | Le coupable est ici !                     | やって来た犯人                 | Yattekita han'nin               | 4 octobre 2022        |
| 2  | Les rencontres sont pleines de mystère    | ひとの出会いはアラふしぎ       | Hito no deai wa ara fushigi     | 11 octobre 2022       |
| 3  | Piège mortel                              | 蟻地獄                         | Arijigoku                       | 18 octobre 2022       |
| 4  | La scène de douche d'un noir de jais      | 漆黒の入浴                     | Shikkoku no shawāshīn           | 25 octobre 2022       |
| 5  | Rapsodie de Beika                         | 米花町狂詩曲                   | Beikachō rapusodī               | 1er novembre 2022     |
| 6  | Le compte à rebours avant l'expulsion     | 退去へのカウントダウン         | Taikyo e no kauntodaun          | 8 novembre 2022       |
| 7  | Le requiem des employés à temps partiel   | 労働者たちの鎮魂歌             | Baitā-tachi no rekuiemu         | 15 novembre 2022      |
| 8  | Prochain indice de Conan : Boule de poils | ネクストコナンズヒント「毛玉」 | Nekusutokonanzuhinto « kedama » | 22 novembre 2022      |
| 9  | Soirée habillée                           | 着飾ってトゥナイト             | Kikazatte to unaito             | 29 novembre 2022      |
| 10 | Un visiteur d'une autre dimension         | 異次元の訪問者                 | I jigen no hōmon-sha            | 6 décembre 2022       |
| 11 | Oh ! La chance                            | オー！ミクジ                   | Ō! Mikuji                       | 13 décembre 2022      |
| 12 | La première cible                         | 1番目の標的                    | 1-Banme no tāgetto              | 20 décembre 2022      |

## Réception
Le manga s'est classé 14e parmi les « mangas recommandées par les employés de la librairie nationale » de 2018. En octobre 2018, le manga avait plus d'un million d'exemplaires en circulation.